# Dimethoxyphenole
Die Dimethoxyphenole bilden in der Chemie eine Stoffgruppe von aromatischen Verbindungen, die sich sowohl vom Phenol als auch von den Dimethoxybenzolen ableitet. Die Struktur besteht aus einem Benzolring mit einer angefügten Hydroxygruppe (–OH) und zwei Methoxygruppen (–OCH3) als Substituenten. Durch deren unterschiedliche Anordnung ergeben sich sechs Konstitutionsisomere mit der Summenformel C8H10O3, wobei das 2,6-Dimethoxyphenol (Syringol) das bekannteste ist.
| Gefahrensymbol |

| keine Einstufung verfügbar |

| keine Einstufung verfügbar |

| Gefahrensymbol |

| Gefahrensymbol |

| Gefahrensymbol |